# На Елена
На Елена (на английски: To Helen) е едната от двете поеми с такова име, написана от американският писател и поет Едгар Алън По. 15-те реда са написани в чест на Джейн Стандард, майката на приятел от детството на По. Поемата е публикувана за пръв път през 1831 в стихосбирката „Поеми“, а след това е напечатан отново през 1836 в „Саутърн Литерари Месиндъжр“. Едгар По преработва поемата, като прави няколко подобрения. Най-голямата промяна се състои в заменянето на „красотата на антична Елада/и величието на стария Рим“ с „към блясъка на антична Елада/и славното твое величие, Рим.“ Тези два реда са най-известни от цялата творба.

## Анализ
В „На Елена“ По изразява силата на жената. Поетът е вдъхновен отчасти от Самюъл Колридж, особено вторият ред: „е като древните никейски платна“, който наподобява израз в творбата „Младост и възраст“ на Колридж.